# Kébila
Kébila è un comune rurale del Mali facente parte del circondario di Kolondiéba, nella regione di Sikasso.
Il comune è composto da 17 nuclei abitati:
- Bafaga
- Bankoumanan–Tiola
- Bougoula
- Diaka
- Dialakoroba
- Dialanikoro
- Falani
- Kébila
- Kocouna-Blaba
- Kocouna-Samba
- Kongo
- Konna
- N'Krefiana
- N'Tiobala
- Samba
- Sinziniba
- Toulomadio